# 肥西県
肥西県（ひさい-けん）は、中華人民共和国安徽省合肥市に位置する県。

## 行政区画
- 鎮:上派鎮、三河鎮、官亭鎮、山南鎮、花崗鎮、紫蓬鎮、桃花鎮、豊楽鎮、高劉鎮、厳店鎮、高店鎮
- 郷:銘伝郷、柿樹崗郷